# Forêt du Lioran
 (septembre 2024).
La forêt du Lioran  est une forêt française située dans la vallée de l'Alagnon dans le Cantal, en Auvergne. Elle s'étend sur 1 550 hectares sur la commune de Laveissière.
Elle forme, avec la forêt domaniale de Murat, un important massif forestier continu de plus de 2 600 hectares.

## Situation géographique
Située dans le département du Cantal, elle s'étend sur 1 550 hectares dans la vallée de l'Alagnon.
Elle se constitue de plusieurs forêts dont la forêt domaniale du Plomb du Cantal (30 hectares), la forêt communale de Laveissière (650 hectares), les forêts sectionales de la Bourgeade (38 hectares), de Combrelles (36 hectares), de Malpertuis (31 hectares), de la Bastide/Chambeuil (30 hectares), de la Chassagne (11 hectares), de Fraisse-Bas (5 hectares, du Chambon (4 hectares), des Gouttes (3 hectares) et de Grand-Champ (2 hectares), de plusieurs forêts privées dont la forêt de Belles-Aigues (550 hectares), et de la forêt départementale située sur le domaine skiable de la station du Lioran (50 hectares).
Elle se répartit de la manière suivante : 45 % est communale, 36 % est privée, 14 % est sectionale, 3 % est départementale et 2 % est domaniale.

### Topographie
Située en zone de moyenne montagne de 1 000 à 1 537 mètres d'altitude, la forêt est dominée par plusieurs sommets formant le versant est du volcan du Cantal :
- sur le versant nord : le Plomb du Cantal (1 855 mètres), le puy du Rocher (1 813 mètres) et le rocher de la Sagne du Porc (1 716 mètres) ;
- sur le versant sud : le Téton de Vénus (1 669 mètres), le Bec de l'Aigle (1 700 mètres) et le puy de Seycheuse (1 650 mètres).

### Climat
Le climat est de type montagnard avec des précipitations importantes.
L'hiver, le climat est très rude et les chutes de neige sont abondantes, si bien que cette saison dure de novembre à avril et que certains névés peuvent subsister sur les hauteurs de la forêt jusqu'en juillet, voire, quelques rares années, faire la jonction avec les chutes de neige de l'hiver suivant. Le givre, l'action du vent et le poids de la neige occasionnent de nombreux chablis : arbres renversés ou cassés.

### Sols
Le sol est formé soit d'éboulis de roches andésiques noyés la plupart du temps par une couche de terre humifère, soit par des boues et graviers glaciaires. Cela engendre un sol généralement filtrant, léger, entretenu par une humidité atmosphérique souvent forte.

## Histoire
Au Moyen Âge, la forêt du Lioran appartenait aux seigneuries de la vallée (Chambeuil, Anterroches et Combrelles). La forêt constituait une importante richesse dans cette région enclavée et pauvre. Dès 1292, une charte de franchise donna des droits d'usage aux Valagnons (habitants de l'actuelle commune de Laveissière). De tout temps, la forêt alimenta les peurs des passants à cause de son aspect obscur et était peuplée d'ours (jusqu'au XIVe siècle), de loups et de brigands.
Après des siècles d'exploitation modestes, la Révolution industrielle vient marquer un tournant dans l'histoire de la forêt du Lioran. En effet, l'arrivée du chemin de fer la traversant va faciliter son exploitation. De nombreux moulins à scie sont construits sur les rives de l'Alagnon du Lioran jusqu'à Laveissière. Alors que les majestueux sapins, parfois plusieurs fois centenaires, font l'émerveillement des touristes bourgeois et des poètes, la forêt connait une importante surexploitation que dénoncera de sa plume Camille Gandilhon Gens d'Armes. La forêt retrouvera son équilibre au courant du XXe siècle.
Au cours de la Seconde Guerre mondiale, la forêt du Lioran devient un des hauts lieux de la résistance couronnés par la Bataille du Lioran.

## La forêt

### Composition
La forêt est principalement constituée de l'association végétale sapin-hêtre, le premier s'élevant jusqu'à 1 500 mètres d'altitude tandis que l'autre pousse jusqu'aux estives. 
À ces essences naturelles s'ajoutent des essences plantées artificiellement comme l'épicéa, le mélèze et le pin sylvestre.

### Gestion
La forêt est gérée par l'Office national des forêts, à l'exception de la forêt départementale.

### Faune
La forêt du Lioran est particulièrement giboyeuse. On trouve par exemple dans ses bois le cerf, le chevreuil, le sanglier, le mouflon, le renard, le blaireau et même le loup.

### Flore et protection
Située dans le parc naturel régional des volcans d'Auvergne et dans la zone Natura 2000 des monts du Cantal, la forêt du Lioran bénéficie d'une autre protection, assez rare cette fois  : une réserve biologique intégrale (RBI). La RBI de Chamalière/Peyre Ourse interdit toute activité sylvicole, de chasse ou de pastoralisme dans une partie de la forêt pour la conservation et l'étude de certaines espèces floristiques remarquables. Elle s'étend sur 205 hectares dont 145 en forêt domaniale de Murat et 60 en forêt du Lioran.

### Accès
Hormis les huit kilomètres de route nationale qui la traverse, la forêt du Lioran compte cinq kilomètres de routes goudronnées (route forestière de Belles-Aigues) et plusieurs autres chemins d'exploitations naturels.